# Lycenchelys makushok
Lycenchelys makushok is een straalvinnige vissensoort uit de familie van puitalen (Zoarcidae). De wetenschappelijke naam van de soort is voor het eerst geldig gepubliceerd in 1993 door Fedorov & Andriashev.